# Pavlo Kozlenko
Pavlo Iuhîmovîci Kozlenko (în ucraineană Павло Юхимович Козленко; n. 1970, Odesa, RSS Ucraineană, URSS) este o persoană publică, istoric, avocat, doctor în filosofie, specialist în studierea Holocaustului de pe teritoriul Ucrainei, care a fost sub ocupația forțelor române, în timpul celui de-al Doilea Război Mondial. Director al Muzeului Holocaustului din Odesa, vicepreședinte al Fundației Caritabile „În memoria victimelor nazismului”, membru al Consiliului Public al Arhivelor de Stat din Regiunea Odesa. Autor de cărți și expoziții despre istoria Holocaustului, participant la expedițiile etnografice în fostele zone locuite compact de către evrei în sudul Ucrainei. Membru al Consiliului Coordonator al VAAD din Ucraina. Evaluator oficial la susținerea disertațiilor, membru al juriului concursului municipal al Departamentului de Știință și Educație al Consiliului Local din Odesa pentru abilitățile profesionale ale profesorilor „Toleranța - lecțiile Holocaustului".

## Biografie
Pavel Efimovici Kozlenko s-a născut în 1970 la Odesa. Nepotul directorului unei școli din Odesa, profesor emerit al învățământului public din Ucraina, Alexander Yakovlevich Kozlenko. A absolvit liceul nr. 26. După ce și-a satisfăcut stagiul militar, a absolvit Academia de Comunicații de Stat din Ucraina A. S. Popova. Cea mai mare parte a familiei a murit în timpul celui de-al doilea război mondial, părinții mamei s-au aflat în ghetoul din Balta. Ambii bunici au luptat în cel de-al Doilea Război Mondial, au trăit victoria la Berlin.
În 2009, și-a susținut teza de doctorat pe tema „Vectorul moral al educației ca imperativ valoric-semantic al ființei spirituale a individului” la Universitatea Pedagogică de Stat din Sudul  Ucrainei. K. D. Ushinsky.
A absolvit cu notă maximă Academia Națională de Drept din Odesa. În 2009, a înființat Muzeul Holocaustului din Odesa. În muzeu au fost deschise un centru științific și educațional și o bibliotecă.
Obiectivul principal al muzeului este să colecteze, să păstreze și să transmită generațiilor viitoare istorii despre tragedia fără precedent a poporului evreu; să păstreze amintirea vie a celor care au suferit; și să educe o nouă generație de tineri care vor putea REZISTA FASCISMULUI în SECOLUL 21.
Conceptul principal al muzeului este prezentarea activităților condamnabile ale armatei și administrației civile române sub conducerea mareșalului Ion Antonescu, pe teritoriul Transnistriei (parte a regiunilor Odesa, Nikolaev, Vinnița din Ucraina și malul stâng al Moldovei), în timpul ocupației din 1941-1944.
În discursul său, adresat participanților la Conferința internațională „Niciodată nu se va repeta: memoria victimelor Holocaustului, prevenirea crimelor împotriva umanității”, președintele Radei Supreme a Ucrainei, V. Lytvyn a afirmat că deschiderea „Muzeului Holocaustului” din Odesa a devenit un exemplu de cooperare între autorități și organizațiile publice.
Organizatorul Concursului regional de lucrări științifice pentru elevi „Căile Holocaustului – calea către toleranță”, concursului de desene pentru copii „Pace și prietenie pentru toți”, programelor educaționale, culturale și de cercetare privind istoria Ucrainei, pentru educarea tinerilor.
Autor al expozițiilor „Holocaustul în granit”, „De cealaltă parte a liniei”, „Buchenwald Nabad”, „Cetățeni ai României – Drepți între națiuni", "Documente ale perioadei ocupației române de Odesa în 1941-1944 din fondurile Arhivelor de Stat ale Regiunii Odesa", "Supraviețuitori SHOA", "Clerul și Holocaustul", "Odesa-Paris-Auschwitz. Partajarea artistului". Inițiatorul instalării unei plăci comemorative și a unui semn comemorativ pentru victimele Holocaustului din satul Gvozdavka -2, districtul Lyubashevsky, regiunea Odessa, a unui memorial al prizonierilor din ghetoul din Balta și al celor drepți între popoare din Balta. Inițiator al expoziției „Preoții și Holocaustul”, ai schiței literare din albumul „Ai avut noroc, Marea Neagră...».
Inițiator al acțiunii „Copiii Holocaustului – Copiii Războiului din Donbass”, în cadrul căreia a fost acordat sprijin copiilor pentru achiziționarea de haine călduroase și alimente.
A participat la realizarea unui film documentar al regizorului român Florin Iepan despre ocuparea Odessei. În cadrul activității, s-a întâlnit cu profesori și studenți ai Universității din București. De asemenea, a participat la filmările documentarelor regizoarei Marina Dubrovina „Poveștile mântuirii” (Kiev, Ucraina), Katya Balandin „Little Odessa” (SUA), ale regizorului și documentaristului israelian Boris Maftsir „For Nistra”, al regizorului coreean Bred Kim.
Mulți ani s-a judecat cu Ukrtelecom pentru clădirea fostei sinagogi Savran din Balta. A participat la răscumpărarea clădirii de la Ukrtelecom.
Este implicat activ în restaurarea sinagogii Savran. Președinte al Consiliului Comunității Religioase Evreiești din Balta.

## Diplome/distincții
- Diplomă de onoare din partea Cabinetului de miniștri din Ucraina,
- Distincție de onoare din partea șefului Administrației Regionale Odessa,
- Distincție de onoare „Recunoștință” a primarului orașului Odessa,
- Diploma detașamentului de frontieră din Odesa, diploma Departamentului de Muncă a Apărării al Consiliului orașului Odesa,
- Diploma Detașamentului de frontieră din Odesa[21],
- Medalia „Pentru jertfa și dragostea Ucrainei” Biserica Ortodoxă a Ucrainei,
- Insigna de Onoare „Pentru Cooperare” a Centrului Regional Teritorial pentru Recrutare și Sprijin Social Odesa (Comisariatul Militar Regional).

## Publicații

### Articole/studii
- „Drumul lung al verii...” - Odesa: Druk, 2011. — 345 p
- Ghid istoric și informativ „Geografia Catastrofei. Partea 1 "(2014)
- Odesa. Documente și dovezi.1941-1944„- Odesa: „Simex-print”, 2015.- 402p.
- „De cealaltă parte a liniei: povești de mântuire” - Odesa: Simeks-print, 2015. - 352 p.
- Monografia „Fundațiile existențiale ale coloniilor agricole evreiești din Balta, provincia Podolsk” (2017) Odesa „Ecologie” 190 p.[22]
- Colecția „Herman Pyntya. O sărbătoare a dreptății. Dosarul meu.” Odesa, „Phoenix” 2019 - 257 pagini[23]

### Publicații
Autor a peste 40 de articole/studii, printre care:
- Principii și fapte în teoria științifică / P. E. Kozlenko // Nou în știință și practică.-2005.-№ 2 (25).- P.47-49
- Despre mecanismele de fundamentare a raționalizării conținutului normativ al educației / PE Kozlenko // Perspective. - 2005. - Nr 4. - S. 40-44.
- Valorile morale - coloană vertebrală a educației” / P. E. Kozlenko // Știința cunoașterii: metodologie și tehnologie. - 2005. - Vp. 2 (16). - P. 84-87.
- Morala ca mod valoric-semantic al educației /P. E. Kozlenko // Inovații în tehnologie și metodologia cunoașterii științifice: materiale internaționale. Științe. Conf. (Odesa, 26-27 iulie 2006). - Odesa: PDPU im. K. D. Ushinsky. — S. 68-70.
- Educația - modalitate de transmitere a valorilor morale: zb. Științe. lucrare / O. P. Punchenko, P. E. Kozlenko / vіdp. ed. Da. V. Shramko. -Vip.8.- Kriviy Rig: Vidavnichiy dim, 2007. - P.215-224.
- 70 de ani de la organizarea mișcării partizane în districtul Balta din regiunea Odesa // Narodna Tribuna. - Nr. 15 (11997). - 2012.
- Viața lui - „Stiluri orchestrale” // Narodna Tribuna. — 2013.
- Resursele informaționale ale societății: esență, structură, forme de reprezentare și rol în dezvoltarea socială (Cunoașterea științei: metodologie și tehnologie: Filosofie. - 2014. - Vp. 2. - P. 129)
- Pentru ca o potcoavă să „aducă” noroc, trebuie să muncești din greu, ca un cal... Note despre istoria evreiască, Revista online nr. 11-12 (188) noiembrie-decembrie 2015
- Arhitect de clasă mondială. — Midrashim istoric din regiunea nordică a Mării Negre. Materialele celei de-a III-a conferințe științifice-practice internaționale. Volumul II - S.249-259.
- Viața și moștenirea științifică a lui Lev Isaevich Aikhenvald. — Midrashim istoric din regiunea nordică a Mării Negre. Materialele celei de-a IV-a conferințe științifice-practice internaționale. Volumul II - P.111-124
- Precondiții pentru formarea și istoria existenței coloniei agricole evreiești Pokutino. — Midrashim istoric din regiunea nordică a Mării Negre. Materialele celei de-a V-a conferințe științifico-practice internaționale. Volumul I - P.154-169.
- Căpitan de prim rang - Midrashim istoric al regiunii nordice a Mării Negre. Materialele celei de-a V-a conferințe științifico-practice internaționale. Volumul II. - P.162-172.
- „Georg Leibbrandt și Conferința de la Wannsee”.
- Ce au în comun orașul Tel Aviv și orașul ucrainean Balta? - despre viața și opera lui Menachem Sheinkin.
- „La 130 de ani de la nașterea lui Yakov Antonovich Kozlenko”.
- „Savran Rebbe” - revista online „Note despre istoria evreiască”.
- Mamă și fiu: cum și-a căutat Bluma Moshkovna Avrum timp de douăzeci de ani.[24]
- Lipa Alterovici Inzlikhin - cantorul Sinagogii Baltice.[25]